# Ochicanthon woroae
Ochicanthon woroae là một loài bọ cánh cứng trong họ Bọ hung (Scarabaeidae).